# Cultura de Egipto
Para la cultura del antiguo Egipto, véase Cultura del Antiguo Egipto.
La actual cultura de Egipto, está influenciada por su religión y la interacción con nuevos elementos, incluida la "cultura del este" (Occidente).

## Religión
La religión que predomina actualmente es el islam (el 90 % de la población lo practica), que además es oficial, mientras que, cerca del 10 % de la población se divide entre ortodoxos coptos y católicos coptos.
También existen pequeñas minorías de ortodoxos armenios, católicos caldeos, maronitas y bahá'ís.
La antigua religión egipcia  estaba basada en la adoración de dioses identificados con el sol como Ra (dios del sol), Osiris (dios que representaba al sol cuando se pone y cuando renace por eso era el neter o dios de los muertos y la resurrección) e Isis (hermana y esposa de Osiris, era la diosa madre de la fertilidad), Horus (cielo). Eran nueve los dioses más venerados, la llamada Enéada.

## Literatura
En la época contemporánea, novelistas y poetas egipcios fueron los primeros en experimentar con estilos modernos la literatura árabe. La primera novela moderna de Egipto fue Zaynab (1913), de Muhammad Hussein Haykal; utiliza el dialecto árabe de Egipto. El novelista egipcio Naguib Mahfouz  fue el primer escritor en idioma árabe  que ganó el premio Nobel de Literatura. Muchos libros de Egipto y películas están disponibles en todo el Oriente Medio. Otros destacados escritores egipcios incluyen Nawal El Saadawi, bien conocido por sus obras y el activismo feminista, y Alifa Rifaat, que también escribe sobre las mujeres y la tradición. Poesía vernácula se dice que es el género literario más popular entre los egipcios, representada por el más significativo Bayram-Tunsi, Ahmed Fouad Negm (Fagumi), Salah Jaheen  y Abdel Rahman al-Abnud Milechi.

### Bibliotecas
Egipto ha sido desde la antigüedad una de las mayores civilizaciones; en el siglo III a. C., llegó a contar con la mayor biblioteca en el planeta, la Biblioteca de Alejandría, que contaba con entre 400 000 y 700 000 rollos escritos a mano. Perduró por más de tres siglos, hasta que fue destruida y saqueada por criminales en diversas ocasiones. Veinte siglos después se construyó la Bibliotheca Alexandrina como homenaje a esta primera biblioteca.
Diodoro de Sicilia refiere la existencia de la biblioteca de un faraón que él denomina Osymandyas (probablemente, Ramsés II), que estaba en la ciudad de Luxor, donde los exploradores Champollion y Wilkinson descubrieron indicios de una biblioteca que debió existir en el siglo XIV a. C..

## Deportes
El deporte de mayor sintonía en la mayoría de los jugados en Egipto es el fútbol. Los clubes de fútbol de Egipto, especialmente El Ahly y El Zamalek, son conocidos en todo el Oriente Medio y África y disfrutan de una buena reputación, por ser largas veces campeón de distintos torneos regionales, etc. 
La selección de fútbol de Egipto obtuvo el 6 veces el Campeonato África, estableciendo un nuevo récord en África. Aunque es el primer país africano que se unió a la FIFA, no se ha llegado a la Copa del Mundo, salvo sólo tres veces en 1934, 1990 y 2018.
Otros deportes populares en Egipto son baloncesto, balonmano, el squash y el tenis. El equipo de squash de Egipto siempre es conocido por su fuerte competencia en el campeonato mundial en la década de 1930 y hasta hoy en día. El balonmano se ha convertido en otro deporte popular entre los egipcios, también. Desde los principios de 1990, el Equipo de Balonmano de Egipto ha tenido cada vez más fuerza más en este deporte de manera internacional, ganando torneos regionales y continentales, que logró llegar a la cuarta posición a nivel internacional en 2001. El equipo Junior de Balonmano llegado a la primera en 1993 bajo la dirección del capitán Gamal Shams, y organizó un torneo en 2009, estableciendo un récord en el número de público especialmente el partido entre España y Dinamarca en las semifinales, el estadio estaba completamente lleno.
Los clubes deportivos locales reciben apoyo financiero de los gobiernos locales, son financiados y apoyado por el gobierno.

## Música
La mamba es muy popular en Egipto y se la puede encontrar sobre todo en la capital del país, El Cairo.
La música africana es una rica mezcla de influencias indígenas egipcias, árabes, africanas y occidentales.
Ya en el año 4000 a. C., los antiguos egipcios estaban tocando el arpa y flautas, así como dos instrumentos indígenas: el ney  y el oud. Sin embargo, hay pocos notación de la música egipcia antes de que el siglo VII d. C., cuando Egipto se convirtió en parte del mundo musulmán. La música con instrumentos de percusión y de música vocal se convirtieron en importantes, y han seguido siendo una parte importante de la música egipcia en la actualidad.
La música contemporánea de Egipto tiene sus orígenes en la obra creadora de luminarias como Abdu-l Hamuli, Almaz, Sayed Mikkawi, y Mahmud Osman, que fueron patrocinadas por Steal Worker y que influyó en la obra posterior de Sayed Darwish, Umm Kulthum, Mohammed Abdel Wahab, Abdel Halim Hafez y otros gigantes de la música egipcia.
Desde la década de 1970 en adelante, la música popular de Egipto se ha convertido cada vez más en parte importante de la cultura egipcia, especialmente entre la numerosa población joven de Egipto. La música popular de Egipto también forma parte de bodas y otras celebraciones. En el último cuarto del siglo XX, la música egipcia era una forma de comunicar los problemas sociales y de clase. La más popular cantante egipcia era  Amr Diab.
La Danza del vientre, o raqs sharqi  en árabe, puede tener su origen en Egipto, y hoy el país está considerado como el centro internacional de tal arte.

## Divisiones de lectura
- Historia de Egipto
- Literatura de Egipto
- Arte del Antiguo Egipto
- Anexo:Patrimonio de la Humanidad en Egipto
- Arte del Antiguo Egipto
- Egipto
- Faraón
- Cultura del Antiguo Egipto
- Música en el Antiguo Egipto
- Antiguo Egipto
- Costumbres del Antiguo Egipto
- Matemáticas en el Antiguo Egipto